# 111-97
111-97 — серия крупнопанельных жилых домов, разработанная в новосибирском институте «СибЗНИИЭП» в 1971 году.
Дома серии начали строить с 1973 года и продолжают строить по настоящее время. Дом высотностью в 9 этажей собирается из типовых плит размерностью 4,5 м и 3 м. Эта особенность позволяет располагать в подъезде два типа однокомнатных квартир — в 43 и 34 кв. м. В первых домах данного типа отсутствуют балконы на первом этаже. В подъездах присутствуют «карманы», санузел, как правило, расположен рядом с кухней. Кухня 8-9м², кроме двухкомнатных квартир в новых домах площадью 67м², в них метраж кухни 13м². Лифт в доме ходит до предпоследнего этажа, над последним этажом располагается технический этаж, в подъезде есть мусоропровод. Существуют различные региональные модификации серии с разными планировками и разными компоновками квартир.

## Этажность и планировки квартир[1]
Дома 111-97 серии строились в основном этажностью в пять и девять этажей. Иногда встречается этажность в шесть, семь, десять и одиннадцать этажей. Планировка квартир в пяти-(шести-)этажном доме отличается от планировки этажностью семь и выше из-за наличия лифта. Лифт строился только в зданиях, где было семь этажей и выше. Пяти- и шестиэтажные подъезды строятся по двое, остальные типы планировок — по одному подъезду, что позволяет создавать свечки.
| 5 этажей                 | 5 этажей                             | 9 этажей | 9 этажей                          |
| ------------------------ | ------------------------------------ | --- | --------------------------------- |
| Тип подъезда             | Кол-во квартир на этаже              | Тип подъезда | Кол-во квартир на этаже           |
| По два подъезда в секции | В одном подъезде 3, в одной секции 6 | Один подъезд в секции (в кемеровской модификации 97-013 может строиться в один подъезд путём расширения шага 3,0 на 4,5) |                                   |
| Угловой (90°)            | 4                                    | Угловой (90°) | 4 (3 — кемеровская мод. 97-013)   |
| Угловой (30°)            | 3                                    | Угловой (30°) | 4                                 |
| —                        | —                                    | Малосемейка (Z) | На первом этаже 7, на остальных 8 |
| Малосемейка (I)          | 8 (?)                                | — | —                                 |

### Стандартный

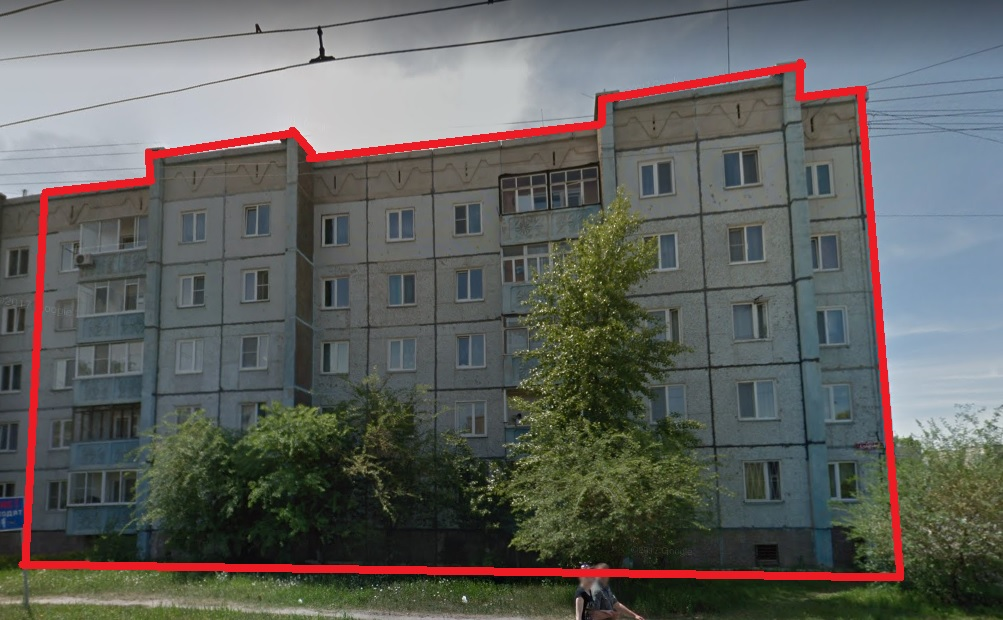
Красным отмечена одна секция, которая состоит из двух подъездов. Дома такой планировки всегда строятся с чётным количеством подъездов.

Дома стандартной планировки используются чаще всех остальных планировок, так как это самый оптимальный вариант для расселения жителей. Условно можно разделить эти планировки на малоэтажные здания (например, пять этажей) и многоэтажные здания (например, девять этажей). В многоэтажных зданиях серии 97-07 квартиры на этаже, среди которых двухкомнатная, трёхкомнатная и четырёхкомнатная. В домах серии 97-013 четыре квартиры на этаже. на первом этаже двухкомнатная квартира заменяется однокомнатной, а одна комната уходит либо под электрощитовую, либо под запасной выход. В малоэтажных домах планировка отличается. В первом подъезде квартиры одно-, двух- и трёхкомнатные, во втором одна однокомнатная и две двухкомнатные. Иногда в малоэтажных домах стоят не три квартиры на этаже, а две. В таком случае квартиры трёх и четырёх комнатные в обоих подъездах.
В квартирах стандартной планировки, как правило, строятся балконы во всех квартирах, кроме первого этажа. В четырёхкомнатных квартирах, как правило, два балкона.
Иногда бывают исключения. Планировкой многоэтажного здания могут построить малоэтажное здание. На это, обычно, две причины. Первая — не хватило денег на строительство ещё четырёх этажей, либо на строительство лифта; вторая — «дизайнерское» решение планировщика квартала. В таком случае шахта лифта закрывается. Жители таких домов используют её в качестве кладовой.

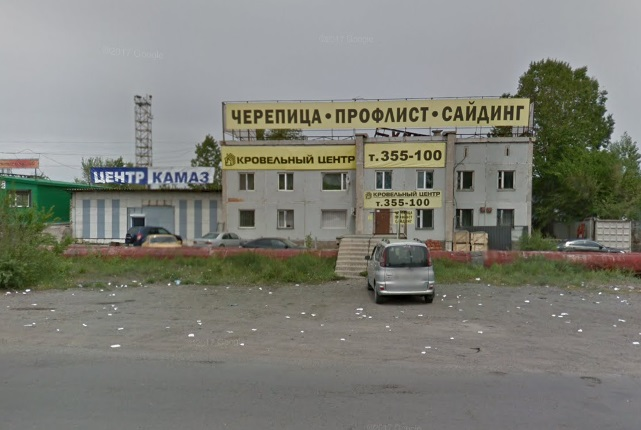
Двухэтажное административное здание, построенное на основе многоэтажного жилого дома 111-97 серии.

### Угловой
Угловой в 30 и 90 градусов

### Малосемейки
Малосемейки в 5 и 9 этажей